# Crepidula excavata
Crepidula excavata är en snäckart som beskrevs av William John Broderip 1834. Crepidula excavata ingår i släktet Crepidula och familjen toffelsnäckor. Inga underarter finns listade i Catalogue of Life.